# Hustlin' (Stanley Turrentine)
Hustlin' è un album di Stanley Turrentine, pubblicato dalla Blue Note Records nel 1964.
Il disco fu registrato il 24 gennaio 1964 al "Rudy Van Gelder Studio" di Englewood Cliffs nel New Jersey (Stati Uniti).

## Tracce
Lato A
1. Trouble (N°. 2) – 7:48 (Harold Logan, Lloyd Price)
2. Love Letters – 7:38 (Jack Segal, Marvin Fischer)
3. The Hustler – 6:02 (Stanley Turrentine)

Lato B
1. Ladyfingers – 6:21 (Shirley Scott)
2. Something Happens to Me – 6:15 (Edward Heyman, Victor Young)
3. Goin' Home – 7:02 (Antonín Dvořák)

## Musicisti
Stanley Turrentine Quintet
- Stanley Turrentine - sassofono tenore
- Shirley Scott - organo
- Kenny Burrell - chitarra
- Bob Cranshaw - contrabbasso
- Otis Finch - batteria